# Alcácer (apellido)
Alcácer es un apellido español de origen toponimico que procede de la localidad de Alcácer. Personas con el apellido Alcácer tienen o tuvieron radicación, entre otros lugares, en Barcelona, Castellón, Tarragona, Alicante, Murcia, Gerona y en Baleares. El topónimo Alcácer es de origen árabe (القصر (al-qaṣr): «el palacio»).